# Amorphophallus paeoniifolius
Amorphophallus paeoniifolius är en kallaväxtart som först beskrevs av August Wilhelm Dennstedt, och fick sitt nu gällande namn av Dan Henry Nicolson. Amorphophallus paeoniifolius ingår i släktet Amorphophallus och familjen kallaväxter. Inga underarter finns listade.

## Bildgalleri

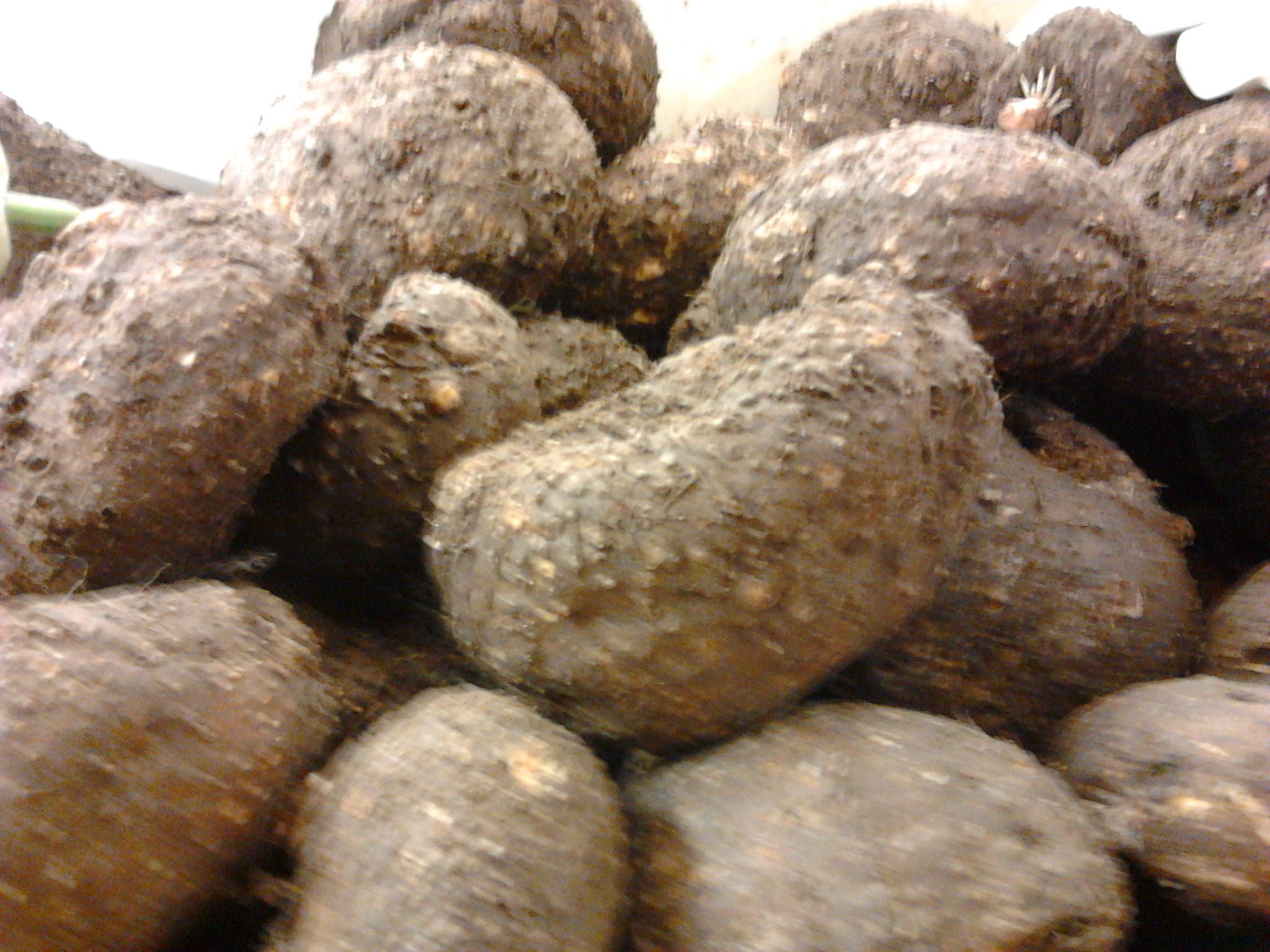
knöl
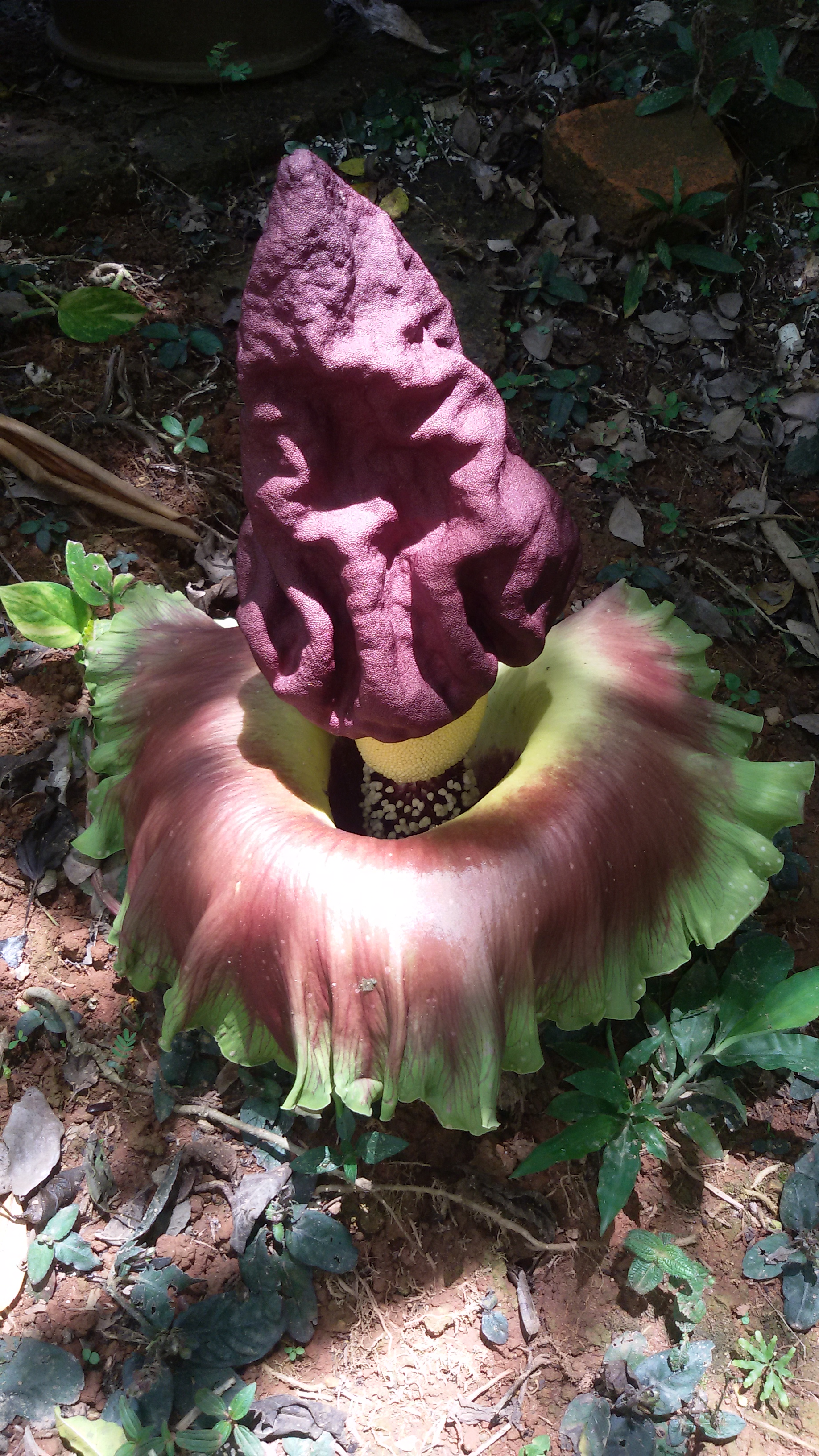
blomställning